# Estanislao Esteban Karlic
Estanislao Esteban Karlic   (Oliva, 7 de febrer de 1926 - Paraná, 8 d'agost de 2025) va ser un cardenal argentí de l'Església Catòlica. Va ser arquebisbe de Paraná entre 1986 i 2003, essent nomenat cardenal el 2007.

## Biografia
Estanislao Karlic va néixer a Oliva (Córdoba), fill d'una família d'immigrants croates. Estudià al Seminari Major de Córdoba i a la Universitat Pontifícia Gregoriana de Roma, on va obtenir el doctorat en teologia. Després de la seva ordenació sacerdotal el 8 de desembre de 1954, Karlic exercí de superior de la secció de filosofia del Seminari de Córdoba, on també va ensenyar teologia.

### Bisbe
El 6 de juny de 1977, Karlic va ser nomenat bisbe titular de Castrum pel Papa Pau VI. Va ser consagrat bisbe el 15 d'agost següent pel cardenal Raúl Francisco Primatesta, amb els bisbes Alfredo Disandro i Cándido Rubiolo com a co-consagradors. Karlic més tard va ser nomenat arquebisbe coadjutor i administrador apostòlic de l'arquebisbat de Paraná el 19 de gener de 1983, succeint finalment a l'arquebisbe l'1 d'abril de 1986. Entre 1986 i 1992 va ser nomenat membre de la comissió per a la redacció del nou Catecisme de l'Església Catòlica. El 1999 Karlic cridà a la unitat entre els pobles de l'Hemisferi Occidental i pel respecte de les cultures de les petites nacions. Va presidir la Conferència Episcopal Argentina durant dos períodes consecutius (1996-1999, 1999-2002) abans de dimitir com a arquebisbe de Paraná el 29 d'abril de 2003, després de 7 anys de serveis.

### Cardenal
El Papa Benet XVI el creà Cardenal prevere de Beata Vergine Maria Addolorata a Piazza Buenos Aires al consistori del 24 de novembre de 2007. Com que ja tenia més de 80 anys en el moment de la seva creació, mai no podrà participar en un conclave.
L'11 d'octubre de 2013, la Universitat Catòlica de Santa Fe el nomenà doctor honoris causa en una cerimònia presidida per José María Arancedo, llavors president de la Conferència Episcopal Argentina.